# 5-ヨード-2-アミノインダン
5-ヨード-2-アミノインダン(5-Iodo-2-aminoindane)または5-IAIは、セロトニン、ノルエピネフリン、ドーパミンの放出薬として作用する薬剤である。1990年代に、パデュー大学のデヴィッド・E・ニコルズらによって開発された。日本では2012年12月17日より薬事法の指定薬物に指定されている。
ネズミの実験で、5-IAIは完全にメチレンジオキシメタンフェタミンの代替となり、ヒトにエンタクトゲンとして作用すると考えられている。5,6-メチレンジオキシ-2-アミノインダンや5-メトキシ-6-メチル-2-アミノインダン等の他の2-アミノインダン誘導体と異なり、5-IAIは、ラットでいくらかのセロトニン性の神経毒性を示すが、アンフェタミンのホモログであるパラヨードアンフェタミンと比べるとかなり低く、観測される障害が統計的有意性に達することは滅多にない。